# Тадоцу
Тадоцу (яп. 多度津町 Тадоцу-тё:) — посёлок в Японии, находящийся в уезде Накатадо префектуры Кагава. Площадь посёлка составляет 24,34 км², население — 23 056 человек (1 августа 2014), плотность населения — 947,25 чел./км².

## Географическое положение
Посёлок расположен на острове Сикоку в префектуре Кагава региона Сикоку. С ним граничат города Маругаме, Дзенцудзи, Митоё, Касаока.

## Население
Население посёлка составляет 23 056 человек (1 августа 2014), а плотность — 947,25 чел./км². Изменение численности населения с 1980 по 2005 годы:
| 1980 | 22 965 чел. |  |
| 1985 | 23 870 чел. |  |
| 1990 | 24 080 чел. |  |
| 1995 | 23 749 чел. |  |
| 2000 | 23 657 чел. |  |
| 2005 | 23 613 чел. |  |

## Символика
Деревом посёлка считается сакура, цветком — цветок сакуры.